# 206 (tal)
206 är det naturliga talet som följer 205 och som följs av 207.

## Inom vetenskapen
- 206 Hersilia, en asteroid

## Inom matematiken
- 206 är ett jämnt tal.
- 206 är ett semiprimtal
- 206 är ett Ulamtal.